# یوخاری قره‌سقال
یوخاری قره‌سقال (به لاتین: Yukhary Karasakkal) یک منطقه مسکونی در جمهوری آذربایجان است که در شهرستان ساموخ واقع شده است.